# 巴黎山
巴黎山（英語：Mount Paris）是南極洲的山峰，位於亞歷山大一世島北部，屬於魯昂山脈的一部分，海拔高度約2,800米，該山峰在1908至1910年被法國探險隊發現。
68°59′S 70°50′W / 68.983°S 70.833°W